# شوهي أوياما
شوهي أوياما هو متسابق دراجات نارية ياباني. نافس في سباقات بطولة العالم لفئة 250 سي سي ولفئة 50 سي سي. كما شارك في بطولة العالم للسوبربايك.

## روابط خارجية
- شوهي أوياما على موقع MotoGP.com (الإنجليزية)
- شوهي أوياما على موقع WorldSBK.com (الإنجليزية)